# Bonita camisa, Fernandinho
Bonita camisa, Fernandinho é um bordão brasileiro que remete a um comercial de televisão brasileiro de 1984, intitulado "Que novidade é essa?" e que foi criado para a marca de camisas UsTop. O bordão é considerado um dos mais falados no país da década de 1980 e considerado incorporado à cultura popular do país. No comercial, cuja criação é creditada a Ana Carmen R. Longobardi, Ruy Lindenberg e Marco T. Eagin, da Talent, um personagem de nome "Fernando" destoa dos colegas por usar uma camisa da marca UsTop, que acaba por ser imitado pelo próprio chefe. O comercial transformou o ator Dany Roland numa figura conhecida em todo o país.